# Toarpskärrets naturreservat
Toarpskärrets naturreservat är ett naturreservat i Tomelilla kommun i Skåne län.
Området är naturskyddat sedan 2023 och är 11 hektar stort. Reservatet ligger sydväst om Kvärrestad och består av betesmark med naturtypen extremrikkärr..